# Magnus Daniel Omeis
Magnus Daniel Omeis, né le 6 septembre 1646 à Nuremberg et mort le 22 novembre 1708 à Altdorf bei Nürnberg, est un philologue allemand.

## Biographie
Fils d’un diacre de l’église protestante de St-Sébald à Nuremberg, et petit-fils du prédicateur Saubert, de cette ville, il y nait en 1646. Il débute au gymnase de sa ville natale par un éloge latin de la fourmi ; et à l’Université d'Altdorf, où il achève ses études, il prononce son discours : Mausoleum integritatis Germanicæ, Altdorf, 1666. Il s’y distingue tellement qu’on lui accorde le titre de docteur en philosophie et la couronne poétique ; il soutient un grand nombre de thèses latines et s’exerce aussi avec succès dans la prédication. Chargé, en 1668, de l’éducation d’un fils du ministre de Prusse à Vienne, il a l’occasion de visiter les États autrichiens et de s’y lier avec plusieurs savants. De retour à l’Université d’Altdorf, en 1674, il y est appelé à la chaire d’éloquence, à laquelle on joint, trois ans après, celle de morale. Depuis il est obligé de faire, chaque année, de ces programmes par lesquels les chefs des universités allemandes célèbrent les réunions académiques. Deux panégyriques qu’il adresse aux empereurs Joseph et Léopold lui valent le titre honorifique de comte curial et palatin. Une société littéraire, instituée sur le modèle de l’Académie d'Arcadie de Rome, subsiste alors sous le nom des fleurs de la Pegnitz ; il en est nommé président, et sa femme, espagnole de naissance et appelée Rosita, dont divers auteurs du temps vantent le savoir, est reçue membre de la même réunion. Après avoir été élu huit fois doyen de la faculté de philosophie, cet érudit meurt le 23 novembre 1708. Ses poésies allemandes sont oubliées depuis longtemps ; mais il faut lui savoir gré d’avoir contribué à perfectionner la poésie de sa nation, dont le langage se dépouillait à peine de son ancienne rudesse. Il avait publié, à cet effet, une Instruction fondamentale sur l’art poétique et la mythologie allemandes, Altdorf, 1704, in-8°. Il a laissé une centaine de petits traités latins, de thèses, de programmes, etc., sur des sujets de théologie, de philosophie, de morale et de philologie ; Reusch a publié, en 1710, Juvenci Instar. evangel. libri 4, avec les notes d’Omeis et de quelques autres savants, et une notice sur Omeis, sous le titre de Memoria Omeisiana. G. Ch. Gebauer a inséré, en 1730, dans son Collegium anthologicum, la curieuse dissertation De symholo heroïco Italis impresa, Gallis devise dicta, soutenue en 1686, sous la présidence d’Omeis, par Herm. Brever.